# コント55号の紅白歌合戦をぶっ飛ばせ!なんてことするの!?
『コント55号の紅白歌合戦をぶっ飛ばせ！なんてことするの!?』（コントごじゅうごごうのこうはくうたがっせんをぶっとばせ！ なんてことするの!?）は、1975年から1977年まで3年連続で『NHK紅白歌合戦』の裏番組として放映された日本テレビ製作のバラエティ番組。

## 概要
かつて同系列で放送されていた『コント55号の裏番組をぶっとばせ!』と似たタイトルではあるが、同番組で有名になった野球拳は登場していない。ジャイアント馬場などのスポーツ選手がゲストとして登場して、トークやコントを展開した。
2回目の放送から、同系列の『コント55号のなんでそうなるの?』同様、浅草松竹演芸場からのコント中継番組になった。番組中に紅白と当番組の視聴率（線グラフ）を映したモニターを舞台に置いて見せていたこともある。当時の紅白裏においての最高視聴率を獲得したが、1978年は敢えて放送を取りやめ、ピンク・レディーによる番組『ピンク・レディー汗と涙の大晦日150分!!』を放送した。
翌1979年、再びコント55号による同様の番組が企画されるが、マンネリを恐れ敢えて新企画を考案。コント55号の萩本欽一による単独司会で『欽ちゃんの紅白歌合戦をぶっ飛ばせ!第1回全日本仮装大賞〜なんかやら仮そう!〜』（現在の「欽ちゃん&香取慎吾の全日本仮装大賞」）が放送された。同番組の人気上昇により、コント55号による紅白歌合戦の対抗番組は姿を消した。

## 放送時間
| 放送年 | 放送時間（JST）   |
| ------ | ----------------- |
| 1975年 | 水曜21:00 - 22:54 |
| 1976年 | 金曜21:00 - 23:24 |
| 1977年 | 土曜21:00 - 23:24 |

## 出演者
- コント55号
  - 萩本欽一
  - 坂上二郎
- ジャイアント馬場
- ジャンボ鶴田

ほか